# クリス・ヴァイス
クリス・ヴァイス（Chris Vice、1984年11月30日 - ）はオーストラリア出身のプロレスラー。ZERO1を主戦場としており、REAL ZERO1のメンバーである。

## 来歴
2004年10月にプロデビュー。
2018年3月、プロレスリングZERO1に初来日。VOODOO MURDERSに加入。4月8日、靖国神社大会にてスーパータイガーから勝利し、NWA UNヘビー級王座初戴冠。
2020年1月18日、新木場大会にて岩崎永遠から勝利し、自身2度目となるNWA UNヘビー級王座戴冠。5月3日、「超人祭りinサムライTV」にて佐藤耕平の持つ世界ヘビー級王座に挑戦。パッケージパイルドライバーで勝利し王座を獲得。NWA UNヘビー級王座との二冠王者となる。

## 得意技

### フィニッシュ・ホールド
パッケージパイルドライバー
主なフィニッシャー。

### 投げ技
スープレックス
スーパープレックス
バックドロップ

### 打撃技
エルボー
エルボー・スタンプ
バックハンド・チョップ
クローズライン
ビッグブーツ

## 人物
- プロレスだけでなくラウェイの選手としても活動[6]。
- 2005年にハートリー・ジャクソンのセミナーに参加しており、それ以来関係が続いている。
- アントニオ猪木が設立したLA道場出身。
- ブリーダーに放棄された保護猫の「ドン・ジョン」を飼っており、SNSでその様子を公開している。その縁で、猫専門番組「ねこ自慢」にも出演。

## タイトル歴
プロレスリングZERO1
- 世界ヘビー級王座
- NWA UNヘビー級王座
- NWAインターコンチネンタルタッグ王座（パートナーはTARU）

2AW
- 2AWタッグ王座（パートナーは横山佳和）

EPW
- EPWヘビー級王座
- EPWタッグ王座（パートナーはジョニー・ウィンブルドン）

## 出演

### TVCM
- ファミリーマート「サラダチキン」
- ドラゴンクエストウォーク

### TV
- BS-TBSの「ねこ自慢」愛猫ドンジョンとの共演
- テレビ東京系列　「デカ盛りハンター」
- ABEMA TV 「チャンスの時間」

### 舞台
- 「魔界」 - スキピオヌ 役[7]

## 入場曲
- 「FREDDY KRUGGER」